# Contea di Grundy (Iowa)
La contea di Grundy (in inglese Grundy County) è una contea dello Stato dell'Iowa, negli Stati Uniti. La popolazione al censimento del 2000 era di 12 369 abitanti. Il capoluogo di contea è Grundy Center.